# Reliéfní ražba

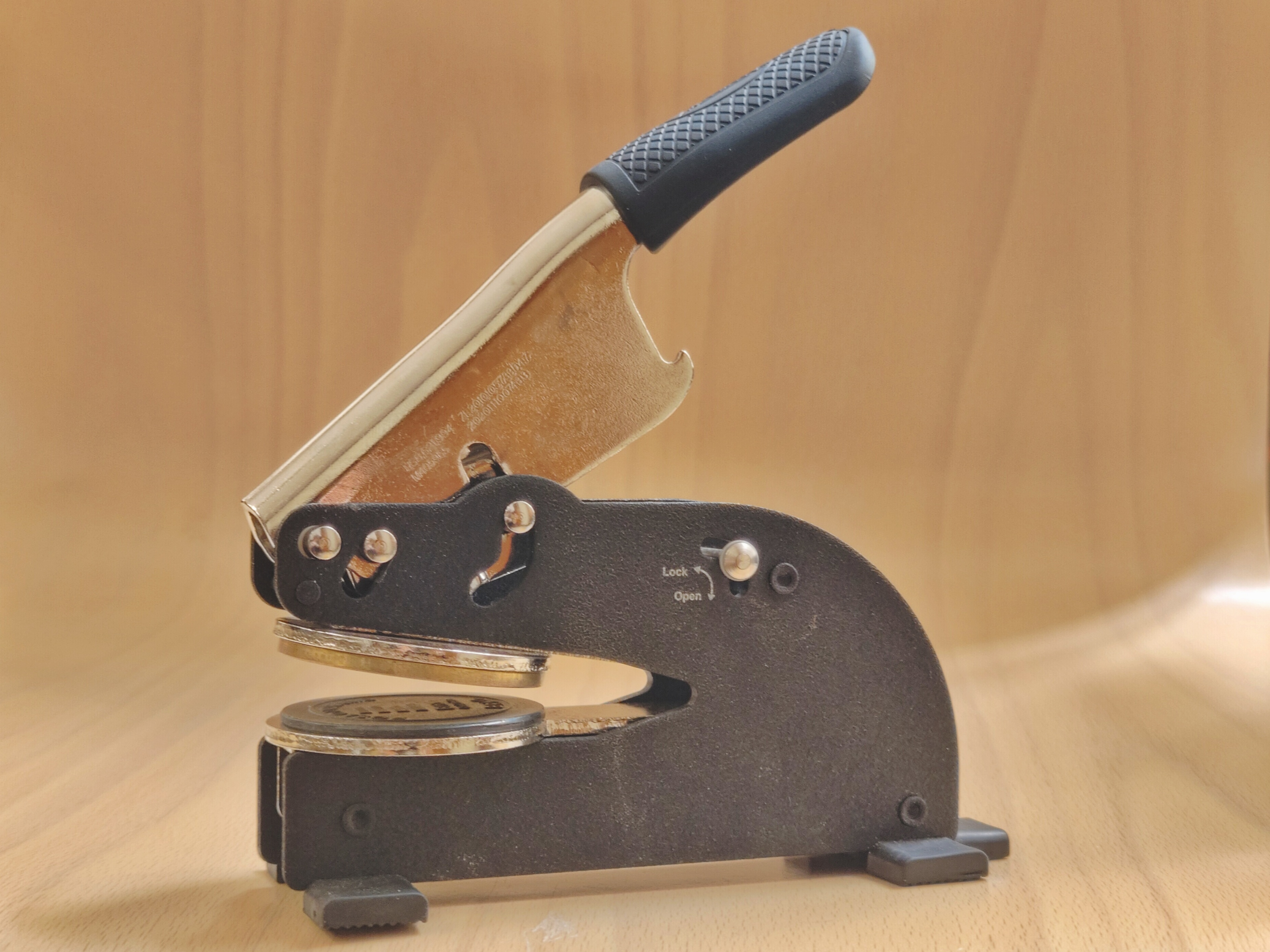
Reliéfní kleště neboli plastotyp

Reliéfní ražba neboli reliéfní tisk na papír je proces vytváření reliéfních obrázků a vzorů na papíře a jiných materiálech. Reliéfní vzor je na pozadí vyvýšený, tedy je zapuštěný do povrchu materiálu, a je na druhé straně hmatatelný a viditelně vystouplý.
Pro tvorbu reliéfního tisku jsou používány speciální razítka nazvané reliéfní kleště neboli plastotyp. Plastotyp funguje na principu pečeti, avšak bez použití jiného materiálu, jako bývá například pečetící vosk. Kleště mají jednoduchý mechanismus v podobě lisu, na kterém je gravírovaná vložka. Do lisu je vložen papír, na který je vytlačen nákres či nápis z vložky lisu. Výsledná ražba je na papíru hmatatelná, díky vystouplé části při lisování. Vznikne tak plastický otisk. Častým tvarem bývá plastotyp v kruhovém či obdélníkovém tvaru a různých velikostí. Možné jsou však i jiné tvary.

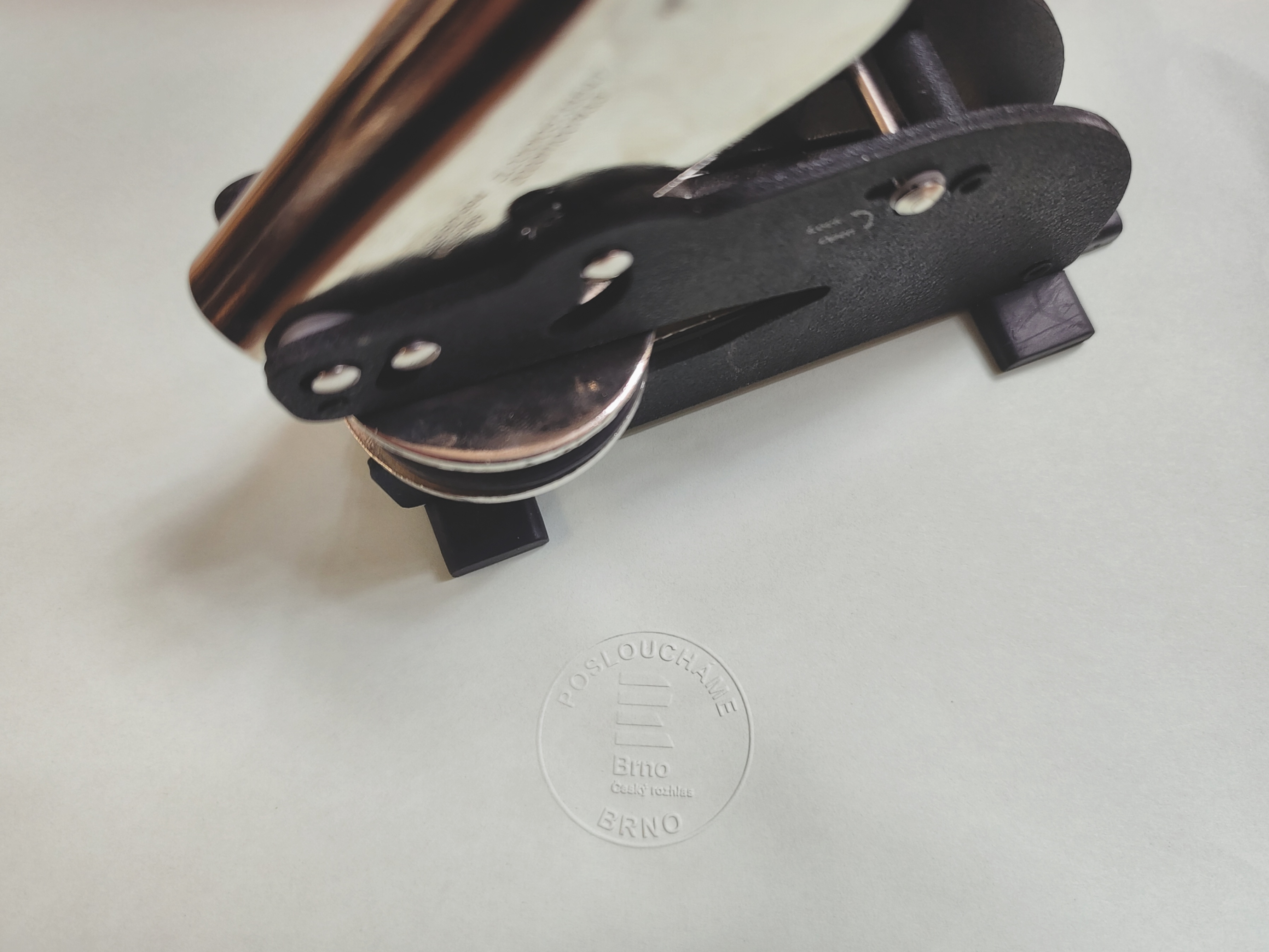
Reliéfní kleště, plastotyp; detail s ražbou na papíře

Obdobou plastotypu je metoda slepotisku, který označuje ražbu do přebalu knihy, nejčastěji do kůže.

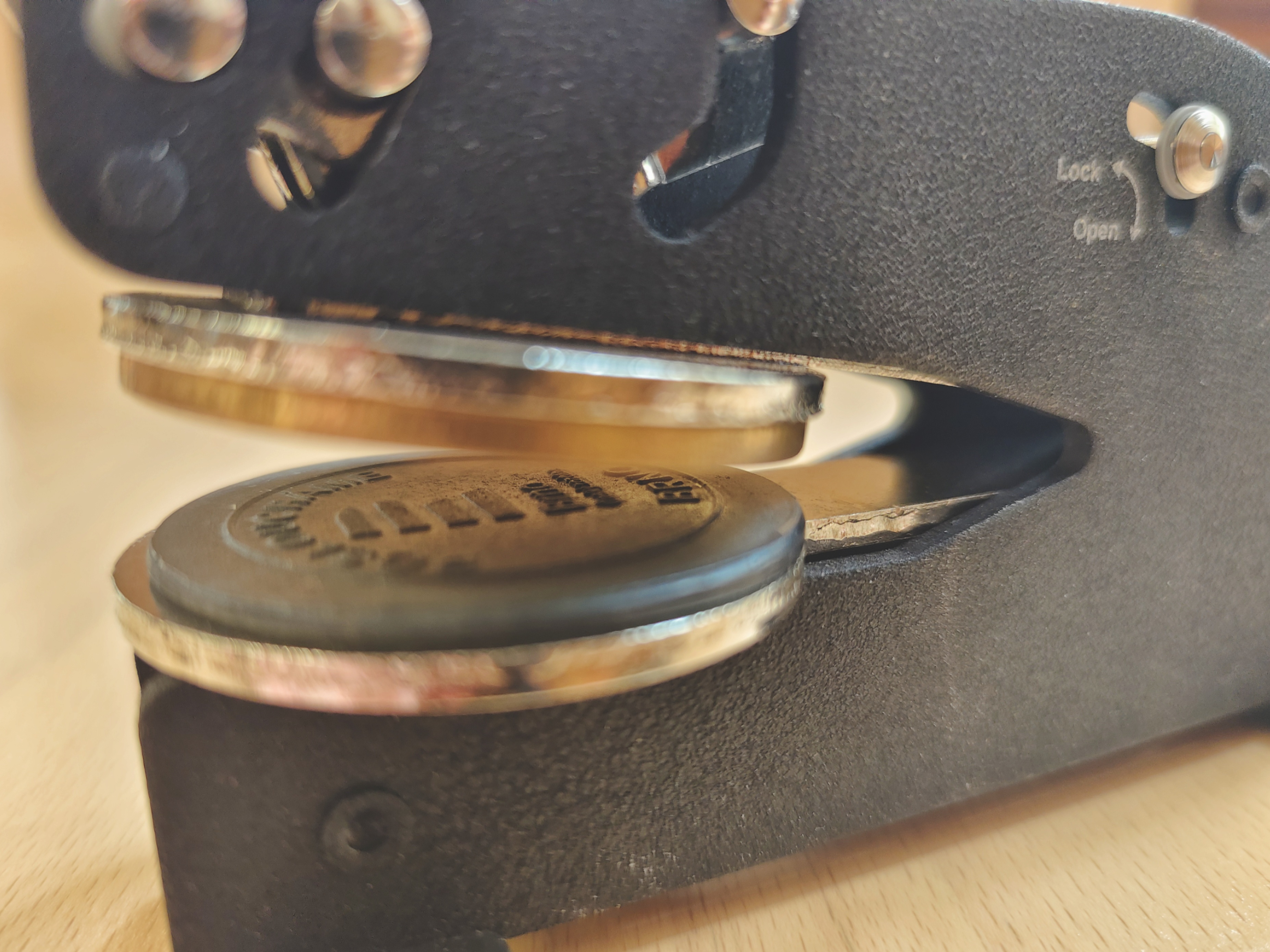
Reliéfní kleště, plastotyp; detail gravírované vložky